# Верхні Жари
Верхні Жари (біл. Верхнія Жары) — село в Брагінському районі, Гомельська область, південна Білорусь. Входить до складу Комаринської селищної ради. До 26 вересня 2006 р. село було центром Верхнєжарської сільської ради, яку пізніше ліквідували, а всі населені пункти стали підпорядковуватись Комаринській селищній раді.